# Rtanj
El Rtanj (en serbio: Ртањ) es una montaña situada en el este de Serbia, aproximadamente a 200 km al sudeste de Belgrado, entre las ciudades de Boljevac, al norte, y Sokobanja, al sur. Pertenece a los Cárpatos serbios. Su pico más alto es el Šiljak (1.565 m), 
El lado norte de la montaña está cubierto de bosques y arbustos, lleno de especies vegetales autóctonas y muchas fuentes de agua potable. Un coto de caza cubre 6368 hectáreas. Las presas más comunes son el corzo y el jabalí.

## Geografía
El Rtanj está situado en Serbia oriental, ocupando la sección sudoccidental, balcánica, de los Cárpatos. Administrativamente, pertenece a los municipios de Sokobanja y Boljevac. El rasgo físico más evidente es la forma cónica en la cima de la cresta de la montaña, que parece ser perfecta. El pico más alto es el Siljak de 1.565 m de altura.

## Historia humana
El empresario Julijus Minh instaló una mina en la montaña en el siglo XIX. Su viuda Greta Minh, construyó un mausoleo en forma de una pequeña capilla dedicada a su marido en el pico de Siljak. La capilla fue construida en 1932 y fue dedicada a San Jorge. Unos 1.000 mineros participaron en la construcción con Minh, en el proceso de desarrollo de la mina, construyeron apartamentos, escuela, centro de salud comunitario, cine, parque, etc.
Después de la Segunda Guerra Mundial, las nuevas autoridades comunistas demolieron la cúpula de la capilla con la cruz en 1946. En un esfuerzo por encontrar el oro y las joyas que, según la mitología popular, estaban escondidas en el interior de la montaña, los buscadores de tesoros dañaron la capilla con dinamita en varias ocasiones desde los años 80, demoliendo los muros restantes en el proceso.
La primera biopiscina al aire libre de Serbia se construyó en Rtanj en 2019. Se llena con el agua rica en minerales del manantial natural, descubierto en el siglo XIV, y no necesita bombas. El agua no tiene cloro; en su lugar, hay plantas y algas que filtran y limpian el agua de forma natural en una sección de la piscina. Desde este minilago, el agua filtrada fluye a través de varios pequeños orificios hacia la piscina. La forma de la piscina se inspira en la flor de ramonda serbia, mientras que el hotel cercano tiene forma de pirámide, imitando la forma de la propia montaña.

## Mitología

### Folclore
Según la leyenda popular, el castillo de un mago estaba situado en la montaña Rtanj, en la que se guardaba un gran tesoro. Sin embargo, el castillo ha desaparecido dentro de la montaña, atrapando al rico hechicero en su interior. Desde entonces los cazadores de tesoros han estado visitando la montaña en busca del oro y las gemas perdidas.

### Teorías marginales
En 1971, el poeta Miodrag Pavlović escribió un poema "Espléndida maravilla" (Divno čudo). Inspirado en los mitos populares de la zona, Pavlović describió al Rtanj como la morada de los antiguos dioses serbios. En las décadas siguientes el Rtanj se hizo popular entre los partidarios de las teorías marginales. En el siglo XXI se convirtió en un lugar de reunión regular de los creyentes en lo paranormal, que organizan grupos, simposios e "investigaciones" de la montaña..
La teoría más popular es que, debido a su forma y a otros factores "observados" (geometría piramidal precisa, proporción áurea, vida natural maravillosa, fuerte electromagnetismo, plantas endémicas, radiación de energía saludable, clima especial, patrimonio cultural místico, aire naturalmente ionizado por radiación, ondas de Tesla), la montaña tuvo que ser construida artificialmente. Se afirma que se trata de un portal multidimensional, que un canal conduce desde la cima de la montaña hasta el subsuelo que se utiliza como plataforma de lanzamiento para las naves espaciales alienígenas y que el Rtanj es un "oscilador y resonador de los centros de energía sutil". Los supuestos avistamientos de "bolas voladoras" sobre la montaña se han convertido en algo muy común.
Para algunos creyentes de la Nueva Era, la forma piramidal de la montaña se debe a que contiene una pirámide alienígena que emite energías místicas. Mucha gente fue hasta allí antes del predicho Día del Juicio Final Maya de 2012, creyendo que les protegería.
La localidad de Vrelo se describe como la fuente de energía magnética. Los resultados fueron "confirmados" por los estudios de radiestesia, como lo atestigua la placa en la pequeña pirámide de piedra. La gente se queda de pie en el agujero de esta zona, llenándose de energía. Afirman que los pueblos prehistóricos recuperaron su energía en este lugar y que los animales duermen en este lugar durante el invierno y que las extrañas apariencias que supuestamente se muestran en las fotos tomadas aquí se deben a los viajeros del tiempo.

## Vida vegetal

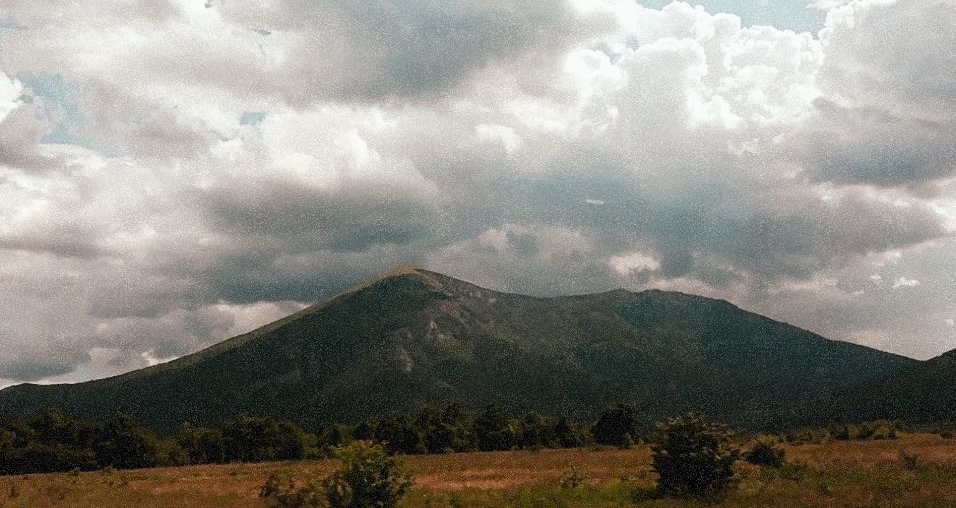
El Rtanj desde su lado norte

La montaña es el hogar de la menta de gato del Rtanj (Nepeta rtanjensis), especie endémica del género Nepeta. Descubierta en 1974, crece sólo en el Rtanj. En 2020, se emitió un sello postal con la imagen de la planta, celebrando el 125 aniversario del Museo de Historia Natural de Belgrado

### Té del Rtanj
Un producto tradicional muy conocido de Rtanj es el "té del Rtanj", un té de hierbas hecho de ajedrea de invierno. Es célebre por sus propiedades antisépticas y aromáticas, y es supuestamente un afrodisíaco, lo que le dio a la planta un apodo local đipikur. Supuestamente, la planta también tiene un efecto broncodilatador y antioxidante y su virilidad se ve potenciada por los flavonoides que estimulan la producción de testosterona. Antes de que adquiriera su reputación moderna, la población local la utilizaba como remedio para la bronquitis, el asma, la tos, las inflamaciones respiratorias infantiles y los problemas de gerontología.
En mayo de 2019, la cosecha masiva de ajedrea de invierno en el Rtanj fue prohibida por el Instituto de Conservación de la Naturaleza de Serbia hasta que la especie se recupere. La planta ha sido cosechada en exceso en general, pero fue especialmente dañada ya que, en lugar de la anterior cosecha con cuchillos o tijeras, los recolectores comenzaron a arrancar masivamente las plantas de sus raíces.
Las hierbas medicinales y aromáticas cultivadas de forma silvestre en el Rtanj y la montaña Ozren, que se encuentra en el lado opuesto, al sur de Sokobanja, representan la mayor parte de las exportaciones serbias de estos productos, que en 2018 alcanzaron los 3,3 millones de euros..

## Protección
El Rtanj se puso bajo la protección del Estado en mayo de 2019 cuando fue declarado monumento natural ("Reserva natural especial Rtanj").